# 26
26 (XXVI) fue un año común comenzado en martes del calendario juliano, en vigor en aquella fecha. En el Imperio romano, era conocido como el Año del consulado de Léntulo y Sabino (o menos frecuentemente, año 779 Ab urbe condita). La denominación 26 para este año ha sido usado desde principios del período medieval, cuando la era A. D. se convirtió en el método prevalente en Europa para nombrar a los años.

## Acontecimientos
- Poncio Pilato es nombrado gobernador de Judea. Es famoso por su intervención en el juicio y ejecución de Jesucristo.[1]
- Tiberio se retira a Capri, dejando el gobierno en manos de Sejano, prefecto de la guardia pretoriana.

## Nacimientos
- Nerva, emperador romano.